# くしの歯作戦
くしの歯作戦（くしのはさくせん）は、東日本大震災発生後に国土交通省東北地方整備局が宮城県や自衛隊と協力して行った緊急輸送道路の啓開（障害を取り除き道を切り開く）作戦である。大津波による甚大な被害が発生した沿岸部への経路を「くしの歯型」に啓開した。命名は国土交通省東北地方整備局長の徳山日出男による。

## 概要

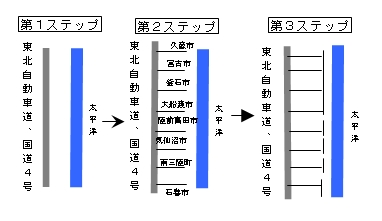
東北地方 くしの歯図

被害の大きい沿岸部に東京方面からの人命救助部隊や医療チームをいち早く投入するため、車両が通行できるルートを啓開した。
- 第1ステップ：東北自動車道、国道4号の縦軸ラインを確保。
- 第2ステップ：東北自動車道、国道4号から久慈市や宮古市、釜石市等への横軸ラインを確保。
  - 3月12日、11ルートの東西ルート確保。
  - 3月14日、14ルートの東西ルート確保。
  - 3月15日、15ルートの東西ルート確保（16日から一般車両通行が可能となった）。
- 第3ステップ：沿岸部を南北に結ぶ国道45号を確保。
  - 3月18日までに97 %が通行可能となるなど、道路啓開は概ね終了した[3]。

## 啓開
道路啓開とは、災害時における1次対応であり「災害発生→啓開→応急復旧→本復旧→復興」という復興への流れの基礎となるものである。
徳山からの命令は「前へ!突っ込め!」だけであった。具体的には人命救助と捜索部隊を72時間以内に被災地に送り込むことが絶対任務であり、自衛隊車両などの通行を前提に路面状態の悪さは許容され、それでも駄目であれば迂回路が作られた。
国道事務所・国道維持出張所の職員数名と、事前に契約した地元建設会社のバックホー（パワーショベル）と操作員、土嚢、アスファルト合材のチーム（全52チームが参加した。）が、事前視察で判明した不通箇所に向かった。
啓開する場所は地震の被害を受けた脆弱な場所であり、余震や大雨等で崩落したり、津波が再度来襲することも十分あり得た。南海トラフ巨大地震では、短期間に複数回のマグニチュード8クラスの地震に見舞われていることがあったため、作業は10分以内に安全な場所へ避難できる現場のみに制限された。

## 評価
鉄道や港湾の復旧のめどが立たない中、三陸地区に通じる道路網の回復は比較的速やかに行われ、災害救助への文字通り道筋をつけた。
徳山は、阪神・淡路大震災での経験から「一番本当に激しいところからは何の情報も上がって来ない」として、太平洋沿岸に大被害が生じていることを基本前提とする方針を立て、資料をまとめた。この資料説明から一晩で地元建設業者と連絡を取り52チームを結成したことが成功要因であった。また徳山は、内陸部から沿岸部への啓開ルートを16に絞ったことを、作戦初日で11ルートの啓開という早さの要因の1つとして挙げている。
また、大畠章宏国土交通大臣（当時）から「人命救助が第一義。被災者の救援活動、被災状況の早期把握、応急対策に全力を挙げること」「（東北地方整備局）局長の判断が私の判断として、国土交通省の所掌にとらわれず、予算を気にせず、被災地と被災者の救援のために必要なことなど、やれることは全部やりきること」という指示があったことも成功要因として挙げられている。

## その後の取組み
東日本大震災でくしの歯作戦が効果的であったことから、南海トラフ巨大地震による被害が懸念される地域などで同様な計画が策定されている。
- 中部地方
  - 中部地方においては、東海・東南海・南海地震対策中部圏戦略会議を立ち上げ[9]、2012年3月1日には、「中部版くしの歯作戦」と題して早期復旧支援ルート確保手順を発表した[10]。3日以内に人命救助支援、7日以内に緊急物資輸送支援が、内陸部から沿岸部まで行き届くことを目指している[11]。
- 近畿地方
  - 近畿地方においては、和歌山県南部地域の沿岸部について、近畿地方整備局と和歌山県で、国道42号の道路啓開と復旧が早期に出来るよう、流された橋梁の復旧方法や資材の保管等、道路啓開の進め方を策定している[12]。
- 四国地方
  - 四国地方においても、四国東南海・南海地震対策戦略会議を設立し[13]、具体的なルート設定などに向けた協議を行っているほか、2012年3月6日には国や県、自衛隊、四国内の建設業者の代表ら約40人が集まり合同演習を実施している[14]。
  - また、四国道路啓開等協議会を立ち上げ、2016年3月24日に四国広域道路啓開計画「四国おうぎ（扇）作戦」ルート図を公表した[15]。
- 首都直下地震での「8方向作戦」
  - 国土交通省は首都直下地震で、8方向からの啓開を48時間以内で行う計画「8方向作戦」を立てた。東京湾アクアライン、京葉道路、常磐自動車道、東北自動車道、関越自動車道、中央自動車道、東名高速道路、横浜方面（首都高速神奈川1号横羽線、国道1号、国道15号）の8経路の上り1車線を最優先で確保するルートとして定めている。重機や資材は都心ではなく周辺部に保管されている傾向が強いことから、緊急時の輸送が不安となっている[11][16][17][18]。
  - 例えば東名高速方面では、3200台が道路をふさぎ10トンダンプカー30台分のがれきが発生すると想定している。それに対して、地震発生後3 - 6時間以内に川崎国道事務所に重機などを集結し、第三京浜道路、首都高速3号渋谷線、国道246号を組み合わせて啓開することとしている[19][20]。
  - また、河川道路[疑問点 – ノート]が使えなくなる可能性を想定し、荒川、江戸川、多摩川、鶴見川の4河川を活用することも計画されている。すでに荒川では10カ所の船着き場で液状化対策を進めており、河口から37km川上まで河川敷道路[注 3]を整備済みである[21]。
- 千葉県
  - 2015年に千葉県は、太平洋岸の10 mの津波で九十九里・南房総地域の沿岸部が浸水したことを想定し、35路線を対象としてくしの歯作戦を実行する計画を立てた。5路線（首都圏中央連絡自動車道、東京湾アクアライン連絡道、館山自動車道、富津館山道路、銚子連絡道路）を最優先で開通させる[22]。